# Madeleine Hilby
Madeleine Hilby (* 4. März 1995 in Bergen, Norwegen) ist eine norwegische Handballspielerin, die zuletzt für den deutschen Erstligisten Thüringer HC auflief.

## Karriere
Hilby begann das Handballspielen im Alter von sechs Jahren. Sie lief anfangs für die norwegischen Vereine Årstad IL und TIF Viking auf. Im Jahr 2013 schloss sie sich dem norwegischen Erstligisten Tertnes IL an. Bis auf die Saison 2018/19 nahm sie mit Tertnes in jeder Spielzeit an einem europäischen Pokalwettbewerb teil. In der Saison 2022/23 stand sie beim deutschen Bundesligisten Thüringer HC unter Vertrag.
Hilby bestritt 21 Länderspiele für die norwegische Jugendauswahl, in denen sie 39 Tore warf. Mit dieser Mannschaft gewann sie bei der U-18-Weltmeisterschaft 2012 die Bronzemedaille. Im Turnierverlauf erzielte sie sieben Treffer. Anschließend lief Hilby 21-mal für die norwegische Juniorinnenauswahl auf, mit der sie den neunten Platz bei der U-20-Weltmeisterschaft 2014 belegte.